# Alejandro y María Laura
 (août 2018).
Alejandro y María Laura est un groupe péruvien de rock, originaire de Lima. Il est formé en 2009, et intégré par les auteurs-compositeurs Alejandro Rivas et María Laura Bustamante.

## Biographie
Alejandro Rivas et María Laura Bustamante se rencontrent en 2004 au Pontificia Universidad Católica del Perú (PUCP). En 2009, ils commencent  composer ensemble, en reprenant des chansons de différents genres et collaborant l'un avec l'autre. Étudiants en communication audiovisuelle et en arts de la scène, ils se rendent en Idaho pour travailler pendant leurs vacances, et commencent à jouer dans des bars et restaurants, chantant de la musique en espagnol. En peu de temps, ils se font connaître localement et sont invités au Second Week-end Acoustic Music de Sun Valley,. Grâce à ces expériences, les deux décident de se consacrer à la musique.
À la fin de 2010, déjà de retour à Lima, ils réalisent le montage de En pausa : projet final de la carrière de Maria Laura dans les arts de la scène, dans lequel ils expérimentent différents stimuli pour composer des chansons. Au cours de ce processus, ils écrivent des chansons comme Abre los ojos, Quiero estar sola, et Estos días.
Au début de l'année 2011, Mabela Martínez les met en contact avec Matías Cella pour enregistrer leur premier album à Buenos Aires. Le duo revient à Lima pour lancer Paracaídas en octobre de la même année, suivi du clip Estos días,. L'album trouve rapidement son public, et réussit même à être classé parmi les dix albums les plus vendus au niveau national, ce qui leur permet de consolider leur image dans la scène musicale au cours des prochaines années. Poursuivant leur tournée en soutien à leur album, au cours de l'année suivante, ils jouent à Cusco, Arequipa, Buenos Aires, Rosario, La Plata et Montevideo. La même année, ils remportent le prix V Festival Claro et le prix Canteras pour le morceau Jaula,.
En 2013, ils publient le clip du morceau Podemos estar ti, qui entre en rotation sur les radios péruviennes. Cette même année, ils commencent à travailler sur leur deuxième album Fiesta para los muertos, qui fait participer Susana Baca, Kevin Johansen et Javier Barría. La sortie de l'album s'effectue au Teatro Mario Vargas Llosa de la Biblioteca Nacional del Perú.
En février 2014, ils sont invités au Brésil par Paulinho Moska, et composent une chanson pour l'émission Encuentros en Brasil diffusée sur HBO. Ils sont ensuite invités au festival Indies del Sur en Argentine. Plus tard, ils publient le clip vidéo de la chanson Nadie puede amar a un fantasma et remportent un prix Luces.
Au début de 2017, ils sortent leur troisième album, La Casa no existe. Ils lui offrent un concert au Teatro Pirandello le 8 mars.

## Discographie

### Albums studio
- 2011 : Paracaídas
- 2013 : Fiesta para los muertos
- 2017 : La Casa no existe

## Vidéographie
- 2011 : Estos día
- 2011 : Abre los ojos
- 2013 : Puedo estar sin ti
- 2014 : Nadie puede amar a un fantasma

## Distinctions
| Année | Titre                                 | Catégorie              | Travail nommé       | Résultat   |
| ----- | ------------------------------------- | ---------------------- | ------------------- | ---------- |
| 2014  | Premios Luces                         | Musique                | Meilleur groupe/duo | Lauréat    |
| 2012  | Premios Generarock                    | Vidéo de l'année       | Estos días          | Nomination |
| 2012  | V Festival Claro                      | Premio a la Innovación | Paracaídas          | Lauréat    |
| 2012  | II Concurso para Jóvenes Compositores | Chant (chanson)        | Jaula               | Lauréat    |